# Billy Bland
Billy Bland (* 5. April 1932 in Wilmington, North Carolina; † 22. März 2017 in New York City) war ein US-amerikanischer Rhythm-and-Blues-Sänger und Songschreiber mit afroamerikanischen Wurzeln.

## Leben
Bland begann seine professionelle Sängerkarriere Ende der 1940er Jahre als Mitglied des New Yorker Gesangsquartetts The Four Bees. Die Gruppe nahm 1954 zwei Platten bei Imperial Records auf: Toy Bell / Snatchin’ Back (# 5314) und I Want to Be Loved / Get Away Baby (#5320). 1955 verließ Bland die Bees und unterzeichnete einen Plattenvertrag als Solosänger bei der New Yorker Plattenfirma Old Town. Anfang 1956 brachte Old Town die erste Single mit Bland heraus, aber die beiden Titel Chicken in the Basket / The Fat Man blieben erfolglos. Ebenso erging es den folgenden Veröffentlichungen in den Jahren bis 1959.
Dann plante Old Town eine Aufnahme des Titels Let the Little Girl Dance mit dem Sänger Titus Turner. Der im Aufnahmestudio anwesende Bland demonstrierte Turner seine eigene Version des Titels mit der Folge, dass Produzent Henry Glover sich entschloss, der Bland-Version den Vorzug zu geben. Im Januar 1960 kam die Single mit der Katalog-Nummer 1076 auf den Markt, am 15. Februar gab der Titel Let the Little Girl Dance auf Platz 99 seinen Einstand in den Billboard Hot 100. Am 16. Mai hatte der Song auf Rang 7 seine beste Notierung erreicht, insgesamt war er 20 Wochen lang in den Hot 100. Außerdem kam der Titel bei den Rhythm-and-Blues-Charts bis auf den 11. Platz.
Let the Little Girl Dance blieb Blands einziger Tophit. Bis 1961 konnte er sich noch mit drei weiteren Titeln auf den Hot-100-Plätzen zwischen den Rängen 90 und 94 platzieren, danach tauchte er nicht mehr in den Hitlisten auf. Mit seinem letzten bei Billboard notierten Titel My Heart’s on Fire hatte er auch seinen einzigen Erfolg als Songschreiber. Weitere Versuche in diesem Metier in verschiedenen Stilrichtungen waren vergeblich. Die Single A Little Touch / Little Boy Blue (Nr. 1151), veröffentlicht im Mai 1963, war Blands letzte Aufnahme bei Old Town. Mitte der 1960er Jahre nahm er noch zwei Platten für das Label St. Lawrence auf. In den späten 1980er Jahren führte er in Harlem ein Restaurant mit traditioneller afroamerikanischer Küche.

## Bland in den Billboard Hot 100
| Jahr | Titel                     | Rang |
| ---- | ------------------------- | ---- |
| 1960 | Let the Little Girl Dance | 07.  |
| 1960 | You Were Born to Be Loved | 94.  |
| 1960 | Harmony                   | 91.  |
| 1961 | My Heart’s on Fire        | 90.  |

## Single-Diskografie (Old Town)
| Titel                                           | Kat.Nr. | veröffentl. |
| ----------------------------------------------- | ------- | ----------- |
| Chicken in the Basket / The Fat Man             | 1016    | 1956        |
| Oh, You for Me / Chicken Hop                    | 1022    | 1956        |
| If I Could Be Your Man / I Had a Dream          | 1035    | 1957        |
| Grandma Gave a Party / Whats That               | 1067    | 1959        |
| Let the Little Girl Dance / Sweet Thing         | 1076    | 1/1960      |
| You Were Born to Loved / Pardon Me              | 1082    | 5/1960      |
| Harmony / Make Believe Lover                    | 1088    | 9/1960      |
| Everything That Shines / Keep Talkin’           | 1093    | 11/1960     |
| I Cross My Heart / Steady Kind                  | 1098    | 2/1961      |
| My Heart’s on Fire / Can’t Stop Here            | 1105    | 7/1961      |
| Do the Bug With Me / Uncle Bud                  | 1109    | 9/1961      |
| All I Want to Do / Busy Little Boy              | 1114    | 2/1962      |
| Mama Stole the Chicken / I Spent My Love        | 1124    | 4/1962      |
| Darlin’ Won’t You Think of Me / How Many Hearts | 1128    | 7/1962      |
| Doing the Mule / Farmer in the Dell             | 1143    | 3/1963      |
| A Little Touch / Little Boy Blue                | 1151    | 5/1963      |